# Wilhelm Baum (Mediziner)

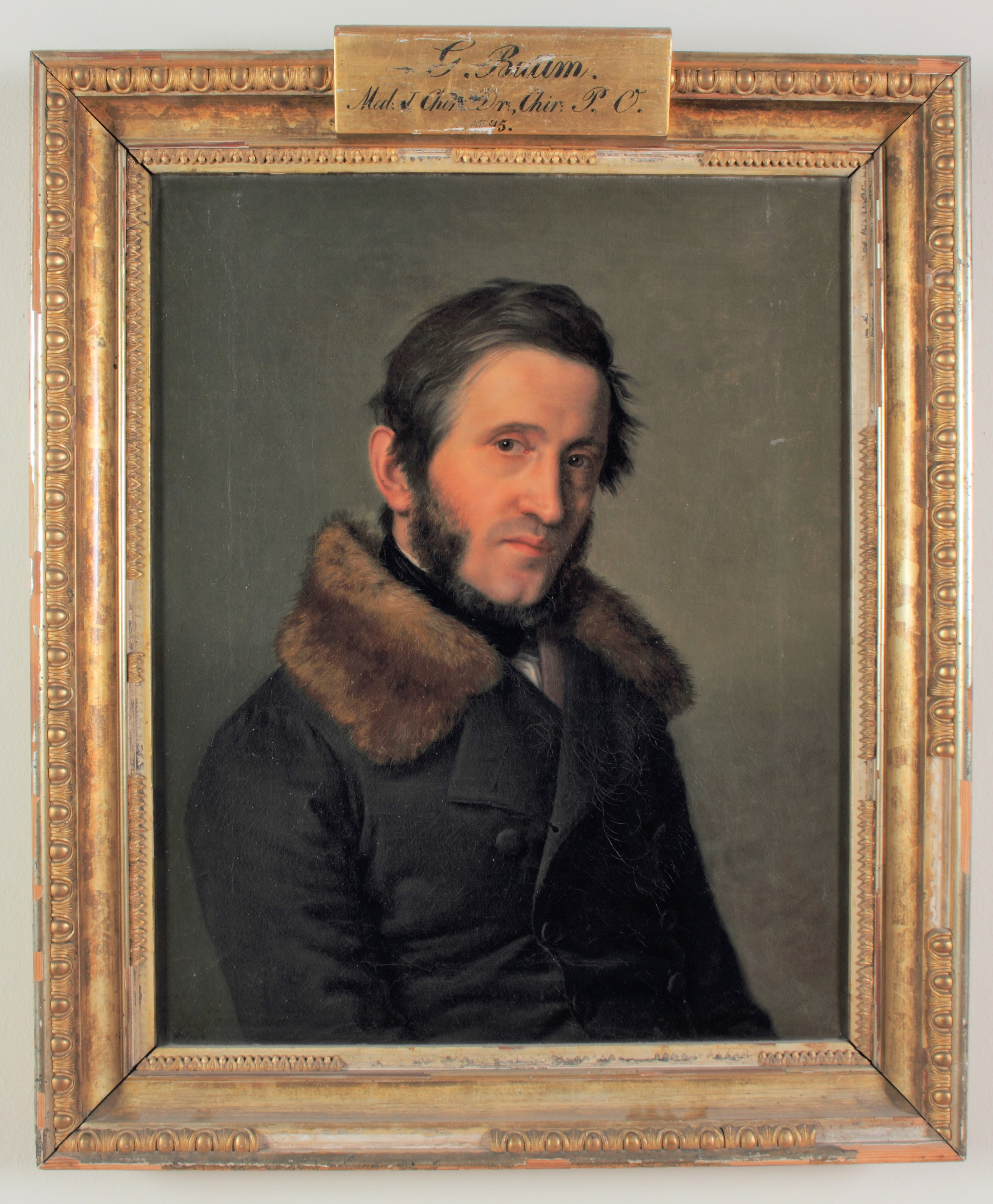
Wilhelm Baum, 1845

Wilhelm Baum (* 10. November 1799 in Elbing, Westpreußen; † 6. September 1883 in Göttingen) war ein deutscher Chirurg und Hochschullehrer.

## Leben
Baum studierte an der Albertus-Universität Königsberg, der Georg-August-Universität Göttingen und der neuen Friedrich-Wilhelms-Universität zu Berlin Medizin. 1830 wurde er dirigierender Oberarzt (Chef) des städtischen Krankenhauses in Danzig. Für seine Verdienste bei der Bekämpfung der Cholera von 1831 wurde ihm die Ehrenbürgerwürde der Stadt Danzig verliehen. Er war damit der erste Ehrenbürger der Stadt. Er war 1842–1848 ordentlicher Professor an der Königlichen Universität zu Greifswald und 1849–1875 an der Georg-August-Universität Göttingen. Hier war er der erste chirurgische Lehrer von Theodor Billroth. Beide gehörten 1872 zu den Gründern der Deutschen Gesellschaft für Chirurgie. 1876, im Jahr nach der Emeritierung, wurde er in die Deutsche Akademie der Naturforscher Leopoldina gewählt.

## Familie
Wilhelm Baum entstammte einer in Elbing und Danzig ausgebreiteten und begüterten Familie. Von ihm in Göttingen zum Chirurgen ausgebildet, folgte ihm der Sohn Wilhelm Georg Baum nach 34 Jahren als Chef in Danzig. Eine Enkelin von Wilhelm Baum ist die Sozialpolitikerin der Weimarer Republik Marie Baum. Ein Neffe ist der spätere Richter am Reichsoberhandelsgericht und am Reichsgericht John Baum Hambrook.